# Alfafara (olivera)

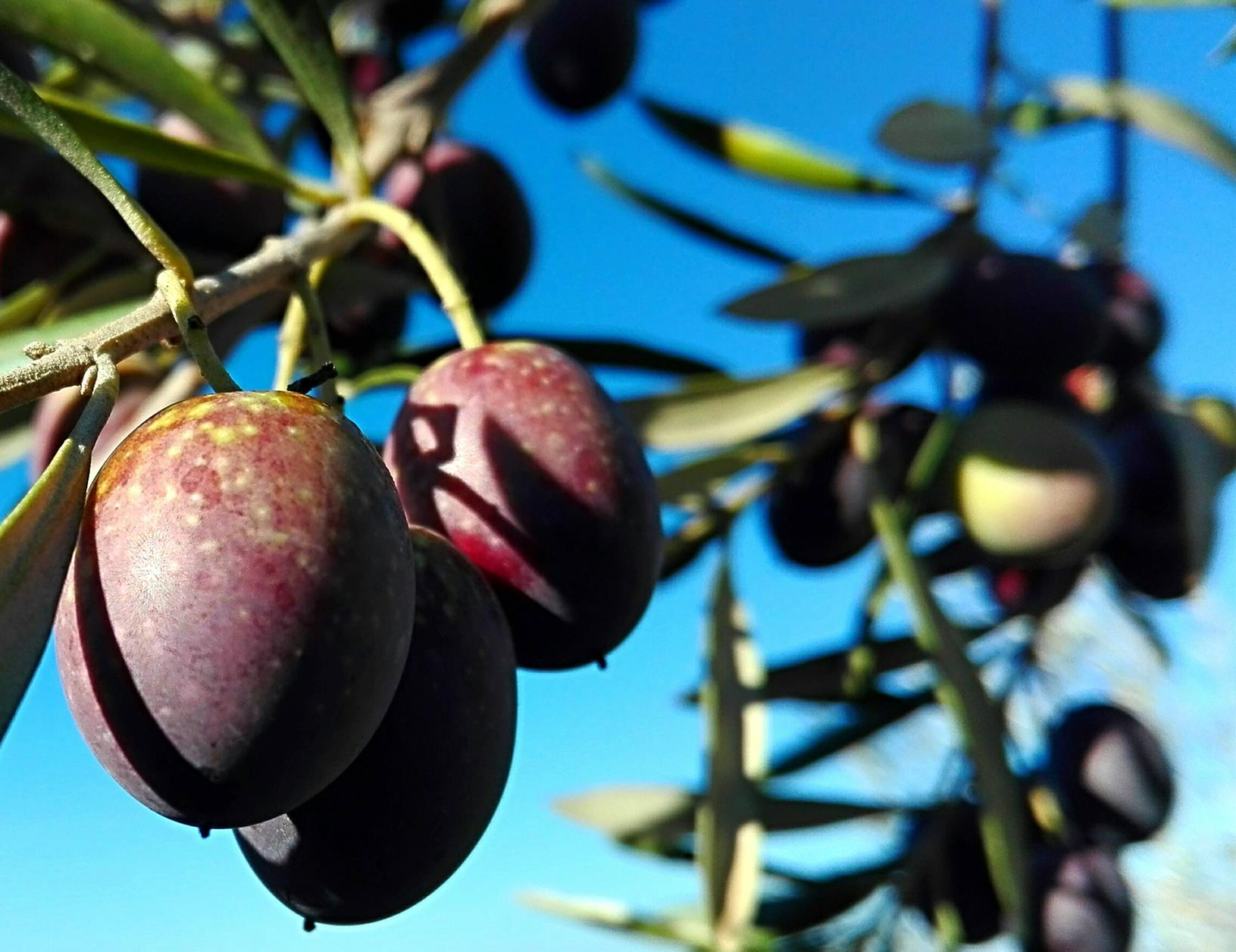
Oliva alfafarenca

L'alfafara o alfafarenca és una varietat d'olivera.
El seu nom li ve donat pel poble d'on és originària, Alfafara.
Conreada en diverses zones de les províncies de València, Alacant i d'Albacete És la varietat principal a la zona de la vall d'Aiora i Almansa.

## Característiques agronòmiques
Varietat resistent al fred però sensible a la sequedat. Com que els seus esqueixos fan arrels molt fàcilment es fa servir com portempelt d'altres varietats. L'entrada en producció des del moment de la plantació és similar a la de la majoria d'altres varietats. La productivitat és elevada però alternant, ja que li afecta el fenomen de la contranyada. L'oliva és de mida mitjana i pesa entre 2 i 4 grams, és tardana en madurar.

## Usos
Per a fer oli i a vegades per a taula (en verd). Té un percentatge de greix baix i l'oli és de molt difícil extracció encara que resulta de bona qualitat.